# 蓬特斯维耶哈斯
蓬特斯维耶哈斯，是西班牙马德里自治区的一个市镇。总面积58平方公里，总人口406人（2001年），人口密度7人/平方公里。